# Караджаев, Аннагельды
Аннагельды Караджаев (англ. Annageldi Garajayýew; род. 1966, пос. Бабадайхан, Тедженский район, Ашхабадская область) — туркменский государственный деятель. Заместитель Председателя Кабинета министров Туркменистана

## Биография
В 1990 году окончил Высшее театральное училище им. М. С. Щепкина (г. Москва), по специальности — актёр кино и драмы.
Трудовой путь начал в 1992 году режиссёром народного театра пос. Бабадайхан. В 1993—1999 годах — заведующий отделом культуры Бабадайханского этрапа Ахалского велаята.
В 1999—2001 годах — начальник Управления культуры Ахалского велаята.
В 2001—2013 годах — заведующий отделом, затем заместитель руководителя Национального музыкально-драматического театра им. Махтумкули (г. Ашхабад).
В 2013—2014 годах — заместитель министра культуры Туркменистана.
07.07.2014 — 24.02.2017 — министр культуры Туркменистана.
C 24.02.2017 — заместитель Председателя Кабинета министров Туркменистана.

## Варианты транскрипции имени и фамилии
- Имя: Аннагелди
- Фамилия: Гараджаев